# ВЕС Гунфліт-Сандс
ВЕС Гунфліт-Сандс (англ. Gunfleet Sands Offshore Wind Farm) — британська офшорна вітрова електростанція у Північному морі біля узбережжя Англії.
Місце для розміщення ВЕС обрали на відстані 7 км на південний схід від Клактон-он-Сі (узбережжя Ессексу). Тут у 2007-му провели геотехнічні дослідження з використанням самопідіймального судна Vagant. Наступного ж року розпочали встановлення фундаментів майбутніх вітроагрегатів, при цьому палі заглиблювали на 50 метрів під морське дно. Роботи виконав плавучий кран Svanen, а в найбільш мілководній частині працювало самопідіймальне судно Excalibur. Монтаж власне вітрових турбін здійснювали починаючи з 2009-го за допомогою суден Titan 2 та Sea Worker.
Також за допомогою Eide Barge 28 здійснили прокладання головного експортного кабелю, який має довжину 9 км (крім того, наземна ділянка 5 км) та розрахований на роботу під напругою 132 кВ. Монтаж офшорної підстанції здійснив плавучий кран Anna 4.
Станція, введена в експлуатацію двома чергами у 2009—2010 роках, займає площу 17,5 км2. Тут в районі з середніми глибинами моря 8,9 метра на баштах висотою 75 метрів змонтували 48 вітрових турбін Siemens SWT-3.6-107 одиничною потужністю 3,6 МВт та діаметром ротора 107 метрів.
У січні 2013 року станцію доповнили третьою чергою — демонстраційним проектом із двох турбін Siemens SWT-6.0 потужністю по 6 МВт з діаметром ротора 120 метрів. Ці агрегати встановили за допомогою спеціалізованого судна Sea Installer в районі з глибиною моря 13 метрів.
Восіни 2016 на станції за допомогою самопідйомного судна Wind Pioneer провели роботи по заміні коробок передач на двох вітрових агрегатах.